# لیو پینگ
لیو پینگ (انگلیسی: Liu Ping؛ زادهٔ ۱ مهٔ ۱۹۸۷) بازیکن زن واترپلو اهل چین است.
وی در مسابقات کشوری و بین‌المللی در مجموع برندهٔ ۲ مدال طلا، ۱ مدال نقره، ۱ مدال برنز شده است.